# Say Na Na Na
Say Na Na Na è un singolo del cantante turco Serhat, pubblicato l'8 marzo 2019 su etichetta discografica CAP-Sounds. La musica è stata composta da Olcayto Ahmet Tuğsuz, mentre il testo è di Nektarios Tyrakis.
Il brano è stato selezionato internamente dall'ente radiotelevisivo San Marino RTV per rappresentare San Marino all'Eurovision Song Contest 2019, dove ha raggiunto la finale, la seconda nella storia del Titano. Qui si è classificato 19º su 26 partecipanti con 77 punti totalizzati, di cui 65 dal televoto (è stato il 10º più votato dal pubblico) e 12 dalle giurie.

## Tracce
Download digitale
1. Say Na Na Na – 2:58
2. Say Na Na Na (Wideboys Radio Edit) – 2:58
3. Say Na Na Na (Rico Bernasconi Radio Edit) – 3:10
4. Say Na Na Na (Kon Cept Euro Remix) – 3:33
5. Say Na Na Na (Mark Voss Radio Edit) – 2:57
6. Say Na Na Na (Versione estesa) – 4:55
7. Say Na Na Na (Wideboys Feel the Rainbow Remix) – 4:22
8. Say Na Na Na (Rico Bernasconi Remix) – 5:22
9. Say Na Na Na (Mark Voss Remix) – 4:48
10. Say Na Na Na (Versione strumentale) – 2:59